# Sonotrella major
Sonotrella major är en insektsart som beskrevs av Liu, Xiangwei, Haisheng Yin och Yunzhen Wang 1993. Sonotrella major ingår i släktet Sonotrella och familjen syrsor. Inga underarter finns listade i Catalogue of Life.